# Hala sportowa w Rudniku
Hala sportowa w Rudniku – wielofunkcyjna hala widowiskowo-sportowa w Rudniku, w powiecie raciborskim, w województwie śląskim, w Polsce. Mieści się przy Zespole Szkół Ogólnokształcących w Rudniku, przy ulicy Słonecznej 1. Budowa hali rozpoczęła się 7 października 2005 roku, a zakończyła 24 maja 2007 roku. Wykonawcą była firma Borbud. Całkowity koszt inwestycji wyniósł 3.895.316,10 zł. Uroczystego otwarcia hali dokonano 1 września 2007 roku. Trybuny obiektu mogą pomieścić 200 widzów. Hala wysoka jest na 8,5, długa na 42 i szeroka na 26 metrów. Obiekt służy uczniom ZSO w Rudniku, był także areną wielu imprez sportowych, m.in. halowych mistrzostw Polski kobiet w piłce nożnej 2009 oraz Międzynarodowych Mistrzostw Polski Kadetów w zapasach w stylu wolnym w 2011 roku. Hala jest także obiektem rezerwowym dla siatkarskiego klubu KS AZS Rafako Racibórz, który rozgrywa na niej swoje spotkania, gdy niedostępna jest Rafako Arena.